# Пропіонілфенілетоксиетилпіперидин
Пропіонілфенілетоксиетилпіперидин (лат. Propionilphenyletoxyaethylpiperidinum, рід. Propionilphenyletoxyaethylpiperidini) — наркотичний аналгетик, агоніст опіоїдних рецепторів. Відомий під торговою назвою «просидол» (Prosidol).
Був синтезований на основі 1-(3-етоксипропіл)-4-оксопіперидину. Являє собою легкорозчинний у воді кристалічний порошок білого кольору з жовтим відтінком.
Препарат використовується в медичній практиці Росії та Казахстану.

## Історія
Піперидинова сполука, з якої був синтезований просидол, була відкрита J.F. MacFarlan & Co. у 1950-х роках.

Речовина була синтезована в 1990-х роках в лабораторії хімії синтетичних та природних лікарських речовин Інституту хімічних наук ім. А.Б. Бектурова (нині Інститут входить у структуру Казахстансько-Британського технічного університету) поруч із кількома іншими похідними піперидину, під час досліджень спорідненого препарату, петидину. При цьому в дозах, достатніх для знеболювання, ці речовини не мали наркотичного впливу. Додаткові дослідження речовин було проведено у лабораторії фармакології Новокузнецького науково-дослідного хіміко-фармацевтичного інституту. 1-(2-етоксиетил)-4-феніл-4-пропіонілоксипіперидину гідрохлорид виявився досить ефективним і при цьому вельми технологічним; небажані побічні ефекти були мінімальні.

## Фармакологічні властивості
Опіоїдний аналгетик, агоніст опіоїдних рецепторів, що активує антиноцицептивну систему та змінює емоційне сприйняття болю. Стимулює опіоїдні рецептори в шлунково-кишковому тракті, внаслідок чого м'язова оболонка кишечника розслаблюється (при цьому речовина не впливає на сфінктери). На блювотний центр має активуючу дію, а кашльовий центр — пригнічує.
Добре всмоктується незалежно від способу введення. Ефект настає протягом півгодини та триває до 4 год. Порівняно з морфіном, речовина має слабшу знеболювальну дію.
Препарат викликає ефекти, подібні до ефектів інших опіоїдів, такі як аналгезія та седація, а також побічні ефекти, такі як нудота, свербіж, блювота та пригнічення дихання, що може бути доволі небезпечним.